# Real Oviedo (femenino)
El Real Oviedo Femenino (anteriormente Oviedo Moderno Club de Fútbol) es la sección de fútbol femenino del Real Oviedo, con sede en la ciudad de Oviedo (Asturias), España. Compite en Primera Federación Femenina.

## Historia

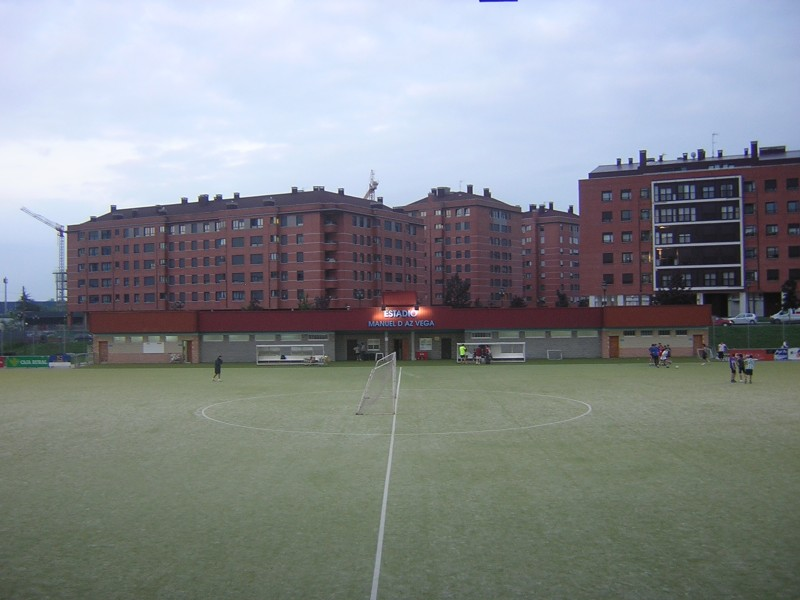
Estadio Manuel Díaz Vega, donde jugaba sus partidos el Real Oviedo Femenino hasta la temporada 2018-19

El equipo fue fundado el 24 de junio de 1980 en el barrio ovetense de La Corredoria por Ana Lacalle y Luis Miguel Cienfuegos. Tras dos años jugando solamente partidos amistosos, se federó con el nombre México-La Corredoria Club de Fútbol, debido al bar llamado México sito en La Corredoria, y comenzó a jugar en la Liga Regional Asturiana, de la que quedó campeón en varias ocasiones. Por motivos de patrocinio, el club cambió su nombre a Club de Fútbol Femenino Tradehi al comienzo de la temporada 1984-85, en la que participó en la Liga Astur-Leonesa. Dos temporadas después se proclamó campeón de esta liga, lo que supuso su ascenso Segunda División, entonces denominada Primera Nacional. En esta categoría permaneció dos años, pues en la temporada 1989-90 ascendió a División de Honor, disputando la temporada 1990-91 su primera participación en la máxima categoría del fútbol nacional, aunque descendió esa misma temporada. Volvió a ascender al año siguiente, y se mantuvo hasta la temporada 2007-08.
En el año 1996 pasó a denominarse Peña Azul Oviedo Femenino y, ese mismo año, se creó el primer equipo filial (vea sección fútbol base). En la temporada 2001-02 participó con el nombre de Club de Fútbol Oviedo Moderno Universidad, gracias al apoyo recibido por el Ayuntamiento y por la Universidad de Oviedo. 
Tras descender la temporada 2007-08, no tardó en recuperar la categoría perdida, pues al año siguiente consiguió quedar primero de su grupo y superar en la fase de ascenso al Atlético Jienense y a la Fundación Albacete. En la temporada 2010-11 volvió a descender, y en 2013 asciende de nuevo, conservando la máxima categoría durante tres temporadas.
El 28 de agosto de 2017 el Oviedo Moderno y el Real Oviedo firman un convenio con el cual el club pasa a formar parte de la estructura del club oviedista, cambiando su denominación a Real Oviedo Femenino.
El 30 de mayo de 2021 el Real Oviedo Femenino disputó su primer partido oficial en el Estadio Carlos Tartiere, en la última jornada de la liga Reto Iberdrola Grupo Norte C, ante el Secció Esportiva AEM.

## Uniforme
Evolución del uniforme:
|  |  |  |  |  |

## Fútbol base
Además del primer equipo, cuenta con siete equipos más: el Real Oviedo Femenino "B" (juvenil), el Real Oviedo Femenino "C" (regional/cadete), además de 5 equipos que compiten en liga mixta un cadete, un infantil, dos alevines (A y B), un benjamín (A y B) y que suman más de 200 jugadoras.
El Real Oviedo "B" compite en la Primera Nacional Femenina de España. Fue creado en el año 1996 como Oviedo Moderno "B" y comenzó compitiendo en la nueva Liga Regional Asturiana. Tres años después se fundó el equipo de fútbol 7, que quedó campeón de Asturias y aportó varias jugadoras a la selección nacional sub-18. Un tercer equipo fue creado en la temporada 2001/02, el Oviedo Moderno C.F. "C" (actualmente Real Oviedo "C"), que comenzó participando en la Liga Regional, junto al segundo equipo. A la temporada siguiente el Oviedo Moderno B consiguió el ascenso, de manera que en esa temporada el club contaba con equipos en todas las categorías del fútbol femenino español: el primer equipo en la Superliga, el segundo en el grupo II de la Liga Nacional y el tercero en la Liga Regional.

## Trayectoria

### Trayectoria
| Temporada | Liga                 | Liga     | Liga | Liga | Liga | Liga | Liga | Liga | Liga | Copa de la Reina | Entrenador                     | Presidente/a           |
| Temporada | División             | Posición | J    | G    | E    | P    | GF   | GC   | Ptos | Copa de la Reina | Entrenador                     | Presidente/a           |
| --------- | -------------------- | -------- | ---- | ---- | ---- | ---- | ---- | ---- | ---- | ---------------- | ------------------------------ | ---------------------- |
| 1990-91   | Liga Nacional        | 8.º      | 14   | 1    | 2    | 11   | 17   | 45   | 4    | No clasificado   |                                | Pedro Rodríguez        |
| 1991-92   | Liga Nacional B      | 1.º      |      |      |      |      |      |      |      | No clasificado   |                                | Pedro Rodríguez        |
| 1992-93   | Liga Nacional        | 5.º      | 12   | 3    | 3    | 6    | 20   | 43   | 18   | 1/8              |                                | Pedro Rodríguez        |
| 1993-94   | Liga Nacional        | 8.º      | 16   | 5    | 2    | 9    | 13   | 39   | 17   | 1/8              |                                | Pedro Rodríguez        |
| 1994-95   | Liga Nacional        | 8.º      | 18   | 4    | 3    | 11   |      |      | 15   | 1/16             |                                | Pedro Rodríguez        |
| 1995-96   | Liga Nacional        | 9.º      | 15   | 0    | 1    | 14   | 13   | 63   | 1    | 1/8              |                                | Pedro Rodríguez        |
| 1996-97   | División Honor G2    |          |      |      |      |      |      |      |      |                  |                                | Pedro Rodríguez        |
| 1997-98   | División Honor G2    | 9.º      |      |      |      |      |      |      | 21   |                  |                                | Pedro Rodríguez        |
| 1998-99   | División Honor G2    | 6.º      | 20   | 6    | 2    | 12   | 33   | 61   | 20   | No clasificado   |                                | Pedro Rodríguez        |
| 1999-00   | División Honor G2    | 6.º      | 26   | 11   | 2    | 13   | 57   | 67   | 35   | No clasificado   |                                | Pedro Rodríguez        |
| 2000-01   | División Honor G2    | 7.º      | 26   | 12   | 2    | 12   | 49   | 63   | 38   | No clasificado   | Pablo García Rodríguez         | Pedro Rodríguez        |
| 2001-02   | Superliga            | 10.º     | 20   | 3    | 3    | 14   | 21   | 65   | 12   | No clasificado   | Pablo García Rodríguez         | Pedro Rodríguez        |
| 2002-03   | Superliga            | 8.º      | 22   | 5    | 3    | 14   | 25   | 53   | 18   | 1/8              | Pablo García Rodríguez         |                        |
| 2003-04   | Superliga            | 11.º     | 26   | 5    | 5    | 16   | 25   | 62   | 20   | No clasificado   | Jorge Villar                   |                        |
| 2004-05   | Superliga            | 10.º     | 26   | 6    | 5    | 15   | 27   | 57   | 23   | No clasificado   | Pablo García Rodríguez         |                        |
| 2005-06   | Superliga            | 11.º     | 24   | 6    | 4    | 14   | 41   | 60   | 22   | No clasificado   | Pablo García Rodríguez         | Beatriz Castro Álvarez |
| 2006-07   | Superliga            | 11.º     | 26   | 5    | 7    | 14   | 29   | 58   | 22   | No clasificado   | Pablo García Rodríguez         | Beatriz Castro Álvarez |
| 2007-08   | Superliga            | 13.º     | 26   | 4    | 2    | 20   | 20   | 68   | 14   | No clasificado   | Pablo García Rodríguez         | Beatriz Castro Álvarez |
| 2008-09   | 1.ª Nacional G2      | 1.º      | 25   | 20   | 3    | 2    | 107  | 17   | 63   | No clasificado   | Luis Pascual                   | Beatriz Castro Álvarez |
| 2008-09   | 1.ª Nacional G2      | Play off | 2    | 2    | 0    | 0    | 4    | 2    |      | No clasificado   | Luis Pascual                   | Beatriz Castro Álvarez |
| 2009-10   | Superliga            | G1, 5.º  | 14   | 6    | 2    | 6    | 18   | 22   | 20   | No clasificado   | Rafa García Bernal             | Beatriz Álvarez Mesa   |
| 2009-10   | Superliga            | GB, 4.º  | 12   | 5    | 3    | 4    | 19   | 20   | 18   | No clasificado   | Rafa García Bernal             | Beatriz Álvarez Mesa   |
| 2010-11   | Superliga            | G1, 5.º  | 14   | 5    | 1    | 8    | 29   | 38   | 16   | No clasificado   | Rafa García Bernal             | Beatriz Álvarez Mesa   |
| 2010-11   | Superliga            | GB, 6.º  | 14   | 7    | 2    | 5    | 27   | 15   | 23   | No clasificado   | Rafa García Bernal             | Beatriz Álvarez Mesa   |
| 2011-12   | 1.ª Nacional G1      | 1.º      | 26   | 25   | 0    | 1    | 116  | 7    | 75   | No clasificado   | Pablo García Rodríguez         | Beatriz Álvarez Mesa   |
| 2011-12   | 1.ª Nacional G1      | Play off | 1    | 0    | 0    | 1    | 1    | 2    |      | No clasificado   | Pablo García Rodríguez         | Beatriz Álvarez Mesa   |
| 2012-13   | 2.ª División G1      | 6.º      | 26   | 10   | 3    | 13   | 40   | 72   | 33   | No clasificado   | Pepe Rodríguez                 | Beatriz Álvarez Mesa   |
| 2013-14   | 1.ª División         | 13.º     | 30   | 6    | 12   | 12   | 30   | 41   | 30   | No clasificado   | Pepe Rodríguez                 | Beatriz Álvarez Mesa   |
| 2014-15   | 1.ª División         | 10.º     | 30   | 8    | 8    | 14   | 35   | 61   | 32   | No clasificado   | Emilio Fernández Cañedo        | Beatriz Álvarez Mesa   |
| 2015-16   | 1.ª División         | 15.º     | 30   | 2    | 5    | 23   | 21   | 78   | 11   | No clasificado   | Emilio Fernández Cañedo        | Beatriz Álvarez Mesa   |
| 2016-17   | 2.ª División G1      | 1.°      | 26   | 22   | 4    | 0    | 108  | 9    | 70   | No clasificado   | Ángel González                 | Beatriz Álvarez Mesa   |
| 2016-17   | 2.ª División G1      | Play off | 2    | 0    | 1    | 1    | 1    | 6    |      | No clasificado   | Ángel González                 | Beatriz Álvarez Mesa   |
| 2017-18   | 2.ª División G1      | 1.º      | 26   | 25   | 0    | 1    | 113  | 7    | 75   | No clasificado   | Pedro Arboleya                 | Beatriz Álvarez Mesa   |
| 2017-18   | 2.ª División G1      | Play off | 2    | 1    | 0    | 1    | 1    | 2    |      | No clasificado   | Pedro Arboleya                 | Beatriz Álvarez Mesa   |
| 2018-19   | 2.ª División G1      | 2.º      | 26   | 21   | 3    | 2    | 106  | 25   | 66   |                  | Pedro Arboleya                 | Beatriz Álvarez Mesa   |
| 2019-20   | Reto Iberdrola Norte | 9.º      | 22   | 9    | 4    | 9    | 37   | 37   | 31   |                  | Pedro Arboleya - Miguel Méndez | José Moro Fernández    |
| 2020-21   | Reto Iberdrola Norte | 3.º      | 22   | 12   | 4    | 6    | 34   | 26   | 40   |                  | José Aurelio Crespo            | José Moro Fernández    |
| 2021-22   | Reto Iberdrola Norte | 8.º      | 30   | 14   | 4    | 12   | 38   | 36   | 46   | 3.ª Ronda        | Álex Rodríguez                 | José Moro Fernández    |
| 2022-23   | 1.ª RFEF             |          |      |      |      |      |      |      |      |                  | Álex Rodríguez                 | José Moro Fernández    |
| Temporada | División             | Posición | J    | G    | E    | P    | GF   | GC   | Ptos | Copa de la Reina | Entrenador                     | Presidente             |
| Temporada | Liga                 |          |      |      |      |      |      |      |      | Copa de la Reina | Entrenador                     | Presidente             |

| Liga Nacional B\|2.ªD\|Reto Iberdrola\|1ª RFEF | Segunda División | Liga Nacional\|División de Honor | Superliga | 1.ªD | Primera División |

- Ascenso.  Descenso
- Entre 1996 y 2001 desapareció la Superliga, siendo sustituida por 4 grupos de División de Honor de ámbito geográfico, en donde los campeones se disputaban el título.
- Desde 2001 la Primera Nacional fue la segunda categoría.
- de 2009 a 2011 la Superliga se disputaba en dos fases formadas a su vez por tres grupos en cada una de ellas.
- Desde 2011 la Superliga pasa a llamarse Primera División.